# Bærums Verk

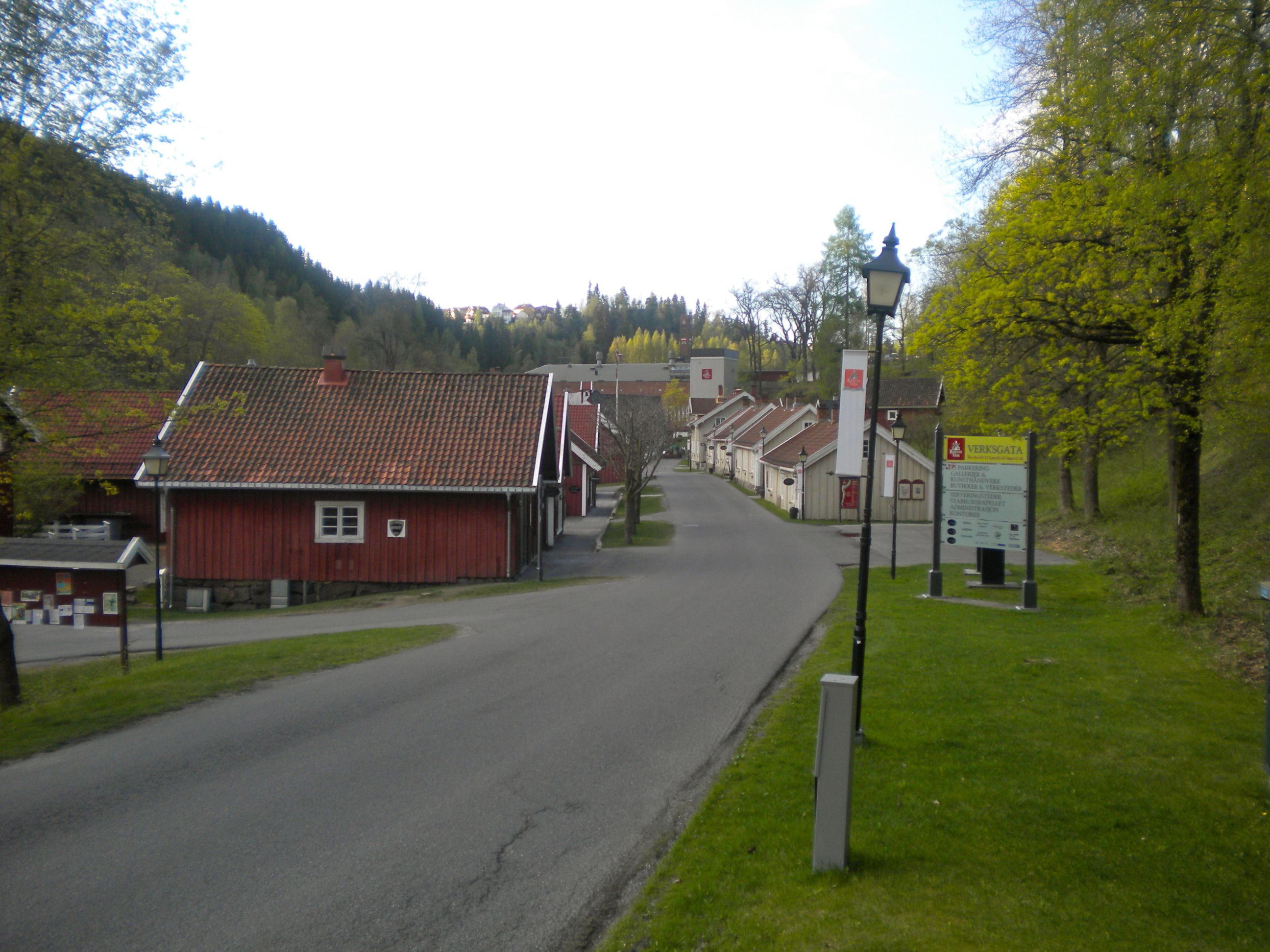
Verksgata i Bærums Verk.

Bærums Verk är en tätort i Lommedalen i Bærums kommun i Akershus fylke, Norge. Namnet kommer från järnverket (Bærums Jernverk) som byggdes av Paul Smelter på 1600-talet för att producera kanongranater.
Norges äldsta värdshus som fortfarande drivs, Værtshuset Bærums Verk, finns här. 